# Mika Mármol
Mika Mármol Medina (Terrassa, 1º luglio 2001) è un calciatore spagnolo, difensore del Las Palmas.

## Carriera

### Club
Ha iniziato la sua carriera nel settore giovanile del Barcellona nel 2006. Ha lasciato il club due anni dopo, in seguito ha giocato nelle giovanili di Jàbac Terrassa e Damm, prima di far ritorno al Barcellona nel giugno 2018. Ha debuttato con la squadra squadra il 12 ottobre 2019, entrando al posto di Óscar Mingueza nella vittoria casalinga per 3-0 contro l'Orihuela in Segunda División B.
Il 1º luglio 2020 ha rinnovato il contratto con il Barça ed è stato definitivamente promosso nella squadra riserve. Fin da subito si impone come titolare e il 17 gennaio 2021 realizza il suo primo gol nella sconfitta per 1-3 contro il Gimnàstic.
Il 15 maggio 2022 ha debuttato in prima squadra, rimpiazzando Alejandro Balde nel pareggio per 0-0 contro il Getafe.
Il 30 agosto 2022 ha firmato un contratto biennale con l'FC Andorra, neopromosso in Segunda División. Anche qui si impone fin da subito da come titolare e il 27 maggio 2023 realizza la sua prima rete con gli andorrani contro il Villarreal B.
L'11 agosto 2023 viene ceduto al Las Palmas, neopromosso in Primera División, con cui firma un triennale. Ha fatto il suo debutto con la squadra di Gran Canaria il 18 agosto 2023, entrando all'82' nella sconfitta per 0-1 al Mestalla contro il Valencia.

### Nazionale
Ha giocato nelle nazionali giovanili spagnole Under-19 ed Under-20.

## Statistiche

### Presenze e reti nei club
Statistiche aggiornate al 26 maggio 2024.
| Stagione            | Squadra             | Campionato | Campionato | Campionato | Coppe nazionali | Coppe nazionali | Coppe nazionali | Coppe continentali | Coppe continentali | Coppe continentali | Altre coppe | Altre coppe | Altre coppe | Totale | Totale | Totale |
| Stagione            | Squadra             | Comp       | Pres       | Reti       | Comp            | Pres            | Reti            | Comp               | Pres               | Reti               | Comp        | Pres        | Reti        | Pres   | Reti   |        |
| ------------------- | ------------------- | ---------- | ---------- | ---------- | --------------- | --------------- | --------------- | ------------------ | ------------------ | ------------------ | ----------- | ----------- | ----------- | ------ | ------ | ------ |
| 2019-2020           | Barcellona B        | SDB        | 2          | 0          | -               | -               | -               | -                  | -                  | -                  | -           | -           | -           | 2      | 0      |        |
| 2020-2021           | Barcellona B        | SDB        | 25         | 2          | -               | -               | -               | -                  | -                  | -                  | -           | -           | -           | 25     | 2      |        |
| 2021-2022           | Barcellona B        | SDB        | 36         | 1          | -               | -               | -               | -                  | -                  | -                  | -           | -           | -           | 36     | 1      |        |
| Totale Barcellona B | Totale Barcellona B |            | 63         | 3          | -               | -               | -               | -                  | -                  | -                  | -           | -           | -           | 63     | 3      |        |
| 2021-2022           | Barcellona          | SD         | 1          | 0          | CR              | 0               | 0               | UCL                | 0                  | 0                  | -           | -           | -           | 1      | 0      |        |
| 2022-2023           | FC Andorra          | SD         | 37         | 1          | CR              | 1               | 0               | -                  | -                  | -                  | -           | -           | -           | 38     | 1      |        |
| 2023-2024           | Las Palmas          | PD         | 36         | 0          | CR              | 0               | 0               | -                  | -                  | -                  | -           | -           | -           | 36     | 0      |        |
| 2024-2025           | Las Palmas          | PD         | 15         | 0          | CR              | 3               | 0               | -                  | -                  | -                  | -           | -           | -           | 18     | 0      |        |
| Totale Las Palmas   | Totale Las Palmas   |            | 51         | 0          | -               | 3               | 0               | -                  | -                  | -                  | -           | -           | -           | 54     | 0      |        |
| Totale carriera     | Totale carriera     |            | 152        | 4          | -               | 4               | 0               | -                  | 0                  | 0                  | -           | -           | -           | 156    | 4      |        |

### Cronologia presenze e reti in nazionale
| Cronologia completa delle presenze e delle reti in nazionale ― Spagna under 20 | Cronologia completa delle presenze e delle reti in nazionale ― Spagna under 20 | Cronologia completa delle presenze e delle reti in nazionale ― Spagna under 20 | Cronologia completa delle presenze e delle reti in nazionale ― Spagna under 20 | Cronologia completa delle presenze e delle reti in nazionale ― Spagna under 20 | Cronologia completa delle presenze e delle reti in nazionale ― Spagna under 20 | Cronologia completa delle presenze e delle reti in nazionale ― Spagna under 20 | Cronologia completa delle presenze e delle reti in nazionale ― Spagna under 20 |
| Data                                                                           | Città                                                                          | In casa                                                                        | Risultato                                                                      | Ospiti                                                                         | Competizione                                                                   | Reti                                                                           | Note                                                                           |
| ------------------------------------------------------------------------------ | ------------------------------------------------------------------------------ | ------------------------------------------------------------------------------ | ------------------------------------------------------------------------------ | ------------------------------------------------------------------------------ | ------------------------------------------------------------------------------ | ------------------------------------------------------------------------------ | ------------------------------------------------------------------------------ |
| 30-7-2019                                                                      | Alcúdia                                                                        | Spagna under 20                                                                | 2 – 0                                                                          | Russia under 20                                                                | Amichevole                                                                     | -                                                                              | 58’                                                                            |
| 2-8-2019                                                                       | Alcúdia                                                                        | Spagna under 20                                                                | 0 – 1                                                                          | Argentina under 20                                                             | Amichevole                                                                     | -                                                                              | 41’                                                                            |
| 8-8-2019                                                                       | Alcúdia                                                                        | Spagna under 20                                                                | 4 – 0                                                                          | Russia under 20                                                                | Amichevole                                                                     | -                                                                              | 57’                                                                            |
| Totale                                                                         |                                                                                | Presenze                                                                       | 3                                                                              |                                                                                | Reti                                                                           | 0                                                                              |                                                                                |

| Cronologia completa delle presenze e delle reti in nazionale ― Spagna under 19 | Cronologia completa delle presenze e delle reti in nazionale ― Spagna under 19 | Cronologia completa delle presenze e delle reti in nazionale ― Spagna under 19 | Cronologia completa delle presenze e delle reti in nazionale ― Spagna under 19 | Cronologia completa delle presenze e delle reti in nazionale ― Spagna under 19 | Cronologia completa delle presenze e delle reti in nazionale ― Spagna under 19 | Cronologia completa delle presenze e delle reti in nazionale ― Spagna under 19 | Cronologia completa delle presenze e delle reti in nazionale ― Spagna under 19 |
| Data                                                                           | Città                                                                          | In casa                                                                        | Risultato                                                                      | Ospiti                                                                         | Competizione                                                                   | Reti                                                                           | Note                                                                           |
| ------------------------------------------------------------------------------ | ------------------------------------------------------------------------------ | ------------------------------------------------------------------------------ | ------------------------------------------------------------------------------ | ------------------------------------------------------------------------------ | ------------------------------------------------------------------------------ | ------------------------------------------------------------------------------ | ------------------------------------------------------------------------------ |
| 4-9-2019                                                                       | San Pedro del Pinatar                                                          | Spagna under 19                                                                | 1 – 1                                                                          | Germania under 19                                                              | Amichevole                                                                     | -                                                                              | 60’                                                                            |
| 6-9-2019                                                                       | San Pedro del Pinatar                                                          | Spagna under 19                                                                | 0 – 1                                                                          | Giappone under 19                                                              | Amichevole                                                                     | -                                                                              |                                                                                |
| Totale                                                                         |                                                                                | Presenze                                                                       | 2                                                                              |                                                                                | Reti                                                                           | 0                                                                              |                                                                                |